# Памятник Оке Городовикову (Элиста)
Памятник Оке Городовикову, другое название — «Ока Городовиков на коне» — памятник, посвящённый герою Советского Союза генерал-полковнику Оке Городовикову и находящийся на площади Городовикова в городе Элисте, Калмыкия. Памятник истории, внесён в список объектов культурного наследия Республики Калмыкия. Самый большой памятник в Элисте.

## История
Впервые о сооружении в Элисте памятника Герою Советского Союза Оке Городовикову высказал в 1969 году на съезде писателей Калмыкии председатель правления Калмыцкого союза писателей Тимофей Бембеев. Заказчиком памятника по поручению Правительства Калмыцкой АССР стало Министерство культуры республики.
Архитекторы из Белоруссии предлагали разместить на гранитном постаменте памятник в виде красного знамени, в центре которого изображалась конная атака. В конкурсе победил вариант калмыцкого архитектора Василия Тюрбеевича Нимгирова (1937—2007), который предложил установить конный ансамбль на кургане. Авторами памятника являются скульптор, заслуженный художник РСФСР, заслуженный деятель культуры Калмыцкой АССР Никита Амолданович Санджиев и скульпторы братья Лев и Марк Роберманы. Архитектором памятника является Василий Тюрбеевич Нимгиров.
Изготовление памятника продолжалось несколько лет. Он был изготовлен на Мытищенском заводе по изготовлению памятников.
Памятник Оке Городовикову был открыт в торжественной обстановке 19 ноября 1976 года.
7 мая 2009 года решением Народного Хурала (Парламента) Республики Калмыкия № 226-IV «Об утверждении Списка объектов культурного наследия Республики Калмыкия» памятник внесён в реестр объектов культурного наследия Республики Калмыкия (№ 340 — изменения от 28 апреля 2012 года).